# Krebsbach (Steinach)
Der Krebsbach ist ein linker und östlicher Zufluss der Steinach.

## Geographie

### Verlauf
Der Krebsbach ist ein Bach im Norden Bayerns, der am Heidelberg auf der Haßlacherbergkette das Pfarrdorf Schmölz durchfließt. Er mündet in Beikheim in die Steinach.

### Zuflüsse
- Vierlitzenbach (links), Schneckenlohe-Beikheim, 286 m ü. NN